# 362 Havnia
362 Havnia è un asteroide della fascia principale del diametro medio di circa 98 km. Scoperto nel 1893, presenta un'orbita caratterizzata da un semiasse maggiore pari a 2,5785264 UA e da un'eccentricità di 0,0440775, inclinata di 8,07197° rispetto all'eclittica.
Il suo nome è probabilmente dedicato alla città di Copenaghen, il cui nome latino è Hafnia.